# Johan Santana
Johan Alexander Santana Araque (Tovar, 13 de março de 1979) é um jogador venezuelano de beisebol. É arremessador titular canhoto. Na Major League Baseball, a principal liga do esporte nos Estados Unidos, jogou pelo Minnesota Twins de 2000 até 2007, e depois se transferiu para o New York Mets. Já ganhou duas vezes o Prêmio Cy Young da Liga Americana (2004 e 2006, ambas por decisão unânime), logrando também a tríplice coroa (2006).